# Lijst van lichaamsdelen
Het menselijk lichaam heeft vele organen, lichaamsdelen die allemaal hun functie hebben. De bouw der organen wordt bestudeerd in de anatomie. 
Als lichaamsdeel worden aangemerkt: hoofd, romp, armen (met de handen en vingers) en benen (met de voeten en tenen). 
Het lichaam bevat: 
- een skelet bestaande uit botten
- huid (vrijwel het hele lichaam wordt erdoor bedekt), waarop zich haren bevinden
- spieren, waaronder het middenrif (diafragma)
- bloedsomloop, die omvat:
  - hart
  - bloedvaten, waaronder:
    - slagaders, aders en haarvaten

  - het bloed, waarin zich bevinden:
    - witte bloedcellen (leukocyten)
    - rode bloedcellen (erytrocyten)
    - bloedplaatjes (trombocyten)

  - milt
- het zenuwstelsel, waartoe behoren:
  - hersenen
  - ruggenmerg
  - zenuwen
- de spijsverteringsorganen, waartoe gerekend worden
  - mond; met daarin
    - tong
    - tanden en kiezen

  - keel
  - slokdarm
  - maag
  - darmen, onderverdeeld in
    - twaalfvingerige darm
    - dunne darm
    - dikke darm
    - endeldarm

  - anus
- voor het uitscheiden van overtollige stoffen en afvalstoffen zorgen 
  - nieren
  - longen
  - lever
- veel hormonen en andere stoffen worden geproduceerd door de klieren, waaronder:
  - alvleesklier (pancreas)
  - bijnieren
  - lymfeklieren
  - hypofyse
  - borst (bij vrouwen)
  - schildklier (glandula thyreoidica)
  - bijschildklieren (glandulae parathyreoidicae)
  - zwezerik (thymus)
- voortplantingsorganen:
  - vrouwelijke:
    - schaamlippen
    - vagina
    - baarmoeder (uterus)
    - eierstokken (ovarium)

  - mannelijke:
    - penis (met de eikel)
    - scrotum met de teelballen (testes).
    - prostaat
- De zintuigen, worden gevormd door
  - het gezichtsvermogen, waarvoor de ogen gebruikt worden, waarin:
    - iris, netvlies, ooglens

  - het gehoor, dat zich in het slakkenhuis bevindt
  - het evenwichtsorgaan, dat zich in het binnenoor bevindt
  - tastorgaan, voornamelijk in de huid
  - Proprioceptie,  het vermogen om de positie van het eigen lichaam waar te nemen
  - het reukorgaan, dat zich in de neusholte bevindt
  - smaak, op de tong

Elk orgaan is uit een aantal weefsels opgebouwd.